# Sheriff of London Charity Shield
La Sheriff of London Charity Shield, també coneguda com a Dewar Shield, va ser una competició de futbol que es jugava anualment entre el millor club amateur i el millor professional d'Anglaterra, tot i que el Queen's Park escocès també hi va participar el 1899. L'equip professional era el campió de la Lliga de Futbol o el guanyador de la FA Cup de la temporada anterior, mentre que els aficionats estaven representats normalment pel Corinthians, un equip amateur londinenc reconegut de l'època. El primer partit es va jugar el 19 de març de 1898, després de ser ideat per Sir Thomas Dewar i ratificat per la Football Association, el president de la qual Lord Kinnaird i l'antic president Sir Francis Marindin van formar part del comitè de la competició.
Els beneficis del partit anual es van repartir a hospitals i organitzacions benèfiques. El partit va ser el predecessor del FA Charity Shield, avui FA Community Shield, que va començar l'any 1908 després que l'Associació de Futbol Amateur se separés de l'Associació de Futbol. Després de 1908, el trofeu es va recuperar en set ocasions al segle XX per recaptar fons per a les causes del futbol base en els partits jugats entre equips de Londres.

## Història

### Formació

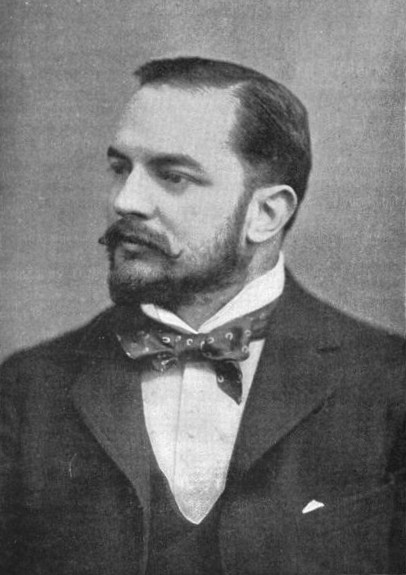
Lord Dewar

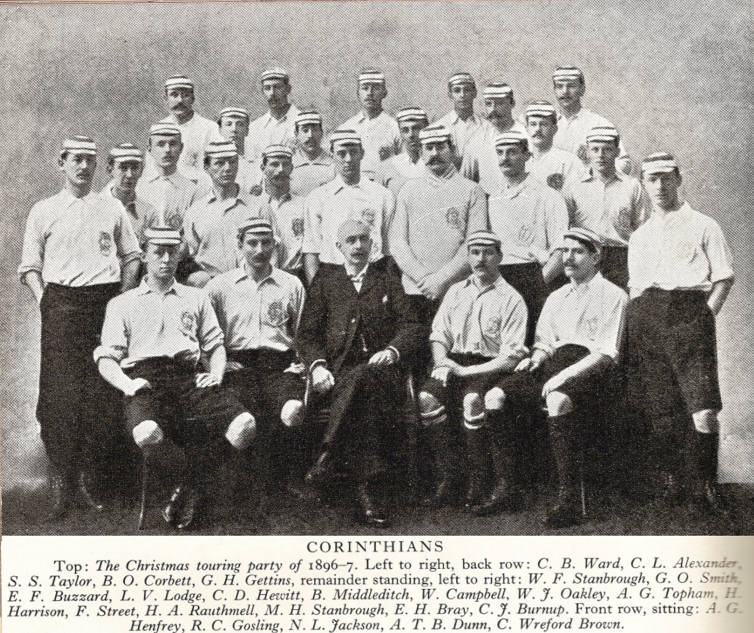
L'equip dels Corinthians de 1896–97, inclosos els membres del comitè Shield: Charles Wreford Brown (extrem esquerre, assegut), NL Jackson (centre, assegut) i RC Gosling (segon esquerra, assegut)

L'any 1898, Sir Thomas Dewar, el xèrif de Londres de l'època, va oferir un escut, amb l'entusiasme que enfrontaria el millor costat professional i el millor bàndol aficionat amb els beneficis destinats a la caritat. Es va formar un comitè d'alt perfil de l'Associació de Futbol i representants del futbol amateur, polítics i jugadors d'Anglaterra del passat i del present format per Sir Dewar; Lord Kinnaird (President de la FA); Sir Reginald Hanson (alcalde de Londres); Sir Francis Marindin (expresident de la FA); Sir William Bromley-Davenport (Membre del Parlament i antic futbolista internacional d'Anglaterra); El coronel Harry McCalmont (membre del Parlament), R. Cunliffe Gosling (antic capità d'Anglaterra), el Dr. Kemp (antic jugador de l'equip United Hospitals amb seu a Londres), NL Jackson (secretari honorari de la FA i fundador de Corinthians), John Bentley (president de la Football League), i Charles Wreford-Brown (antic capità d'Anglaterra i membre del Consell de la FA).
La competició va durar nou anys en la seva primera encarnació, arribant al seu final en part a causa del domini dels bàndols professionals, i també a una fractura a l'Associació de Futbol que va veure la creació de l'Associació de Futbol Amateur. Després de l'edició de 1907, guanyada pel Newcastle United, l'escut va ser substituït el 1908 pel FA Charity Shield, que en lloc del millor equip amateur va enfrontar el guanyador de la Football League contra els guanyadors de la Southern Football League i més tard contra el guanyador de la FA Cup.

### Llegat
El partit va ressuscitar més tard a la dècada de 1930 durant quatre anys a proposta de Charles Wreford-Brown, membre del comitè Shield original, per recaptar fons per a la National Playing Fields Association. El trofeu es va tornar a competir a la dècada de 1960 durant tres anys amb fons per donar suport al Corinthian Casuals Football Club, el successor de l'equip original dels Corinthians. El partit més recent pel trofeu de l'escut va ser un partit únic jugat entre Watford i Corinthian Casuals el 1983, commemorant el centenari de la formació original dels Corinthians. Watford es va quedar com a guanyador per 6-1. Els set partits de l'era posterior a 1907 eren afers només de Londres.
El propi escut, encarregat per Dewar, tenia més de sis peus d'alçada (183 cm) i es creia que era el trofeu més gran pel qual es va competir en la història del futbol. A la dècada de 1990, el trofeu va ser subhastat per Corinthian Casuals per finançar instal·lacions d'entrenament aptes per a qualsevol temps meteorològic; es va vendre per uns 25.000 lliures a un propietari privat.

## Llista de campions

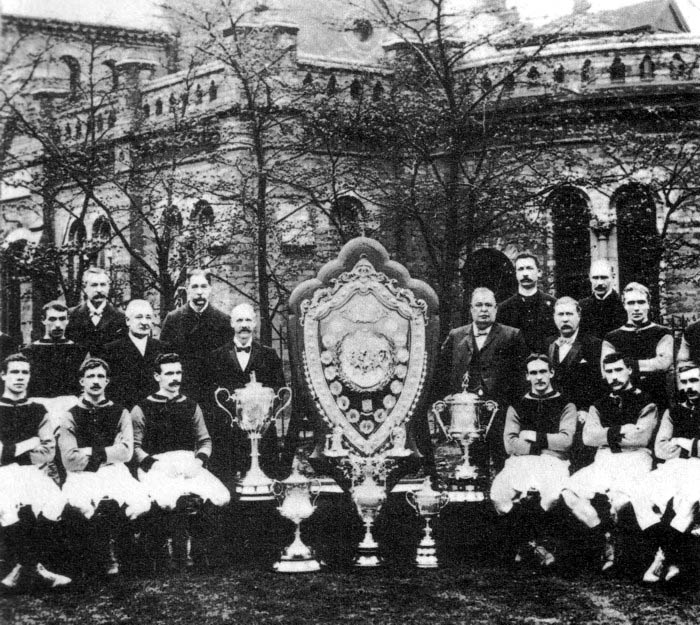
L'equip Aston Villa de 1899 que va guanyar la Primera Divisió i el Sheriff of London Charity Shield (centre)

### Sheriff of London Charity Shield
- 1898 Corinthians 0–0 Sheffield United (partit repetit i empatat 1–1, compartit)[10][4]
- 1899 Aston Villa 0–0 Queen's Park (compartit)[11]
- 1900 Corinthians 2–1 Aston Villa[4]
- 1901 Aston Villa 1–0 Corinthians[12]
- 1902 Tottenham Hotspur 5–2 Corinthians[4]
- 1903 Sunderland 3–0 Corinthians[4]
- 1904 Corinthians 10–3 Bury[4]
- 1905 The Wednesday 2–1 Corintis[4]
- 1906 Liverpool 5–1 Corinthians[4]
- 1907 Newcastle United 5–2 Corinthians[13]

### Partits de recaptació de fons
- 1931 Arsenal 5–3 Corinthians[14]
- 1932 Arsenal 9–2 Corinthians[14]
- 1934 Tottenham Hotspur 7–4 Corinthians[15]
- 1964 Arsenal 7–0 Corinthian Casuals[14]
- 1965 Arsenal 5–2 Corinthian Casuals[14]
- 1966 Watford 7–0 Corinthian Casuals[7]
- 1983 Watford 6–1 Corinthian Casuals[7]